# Đình chiến

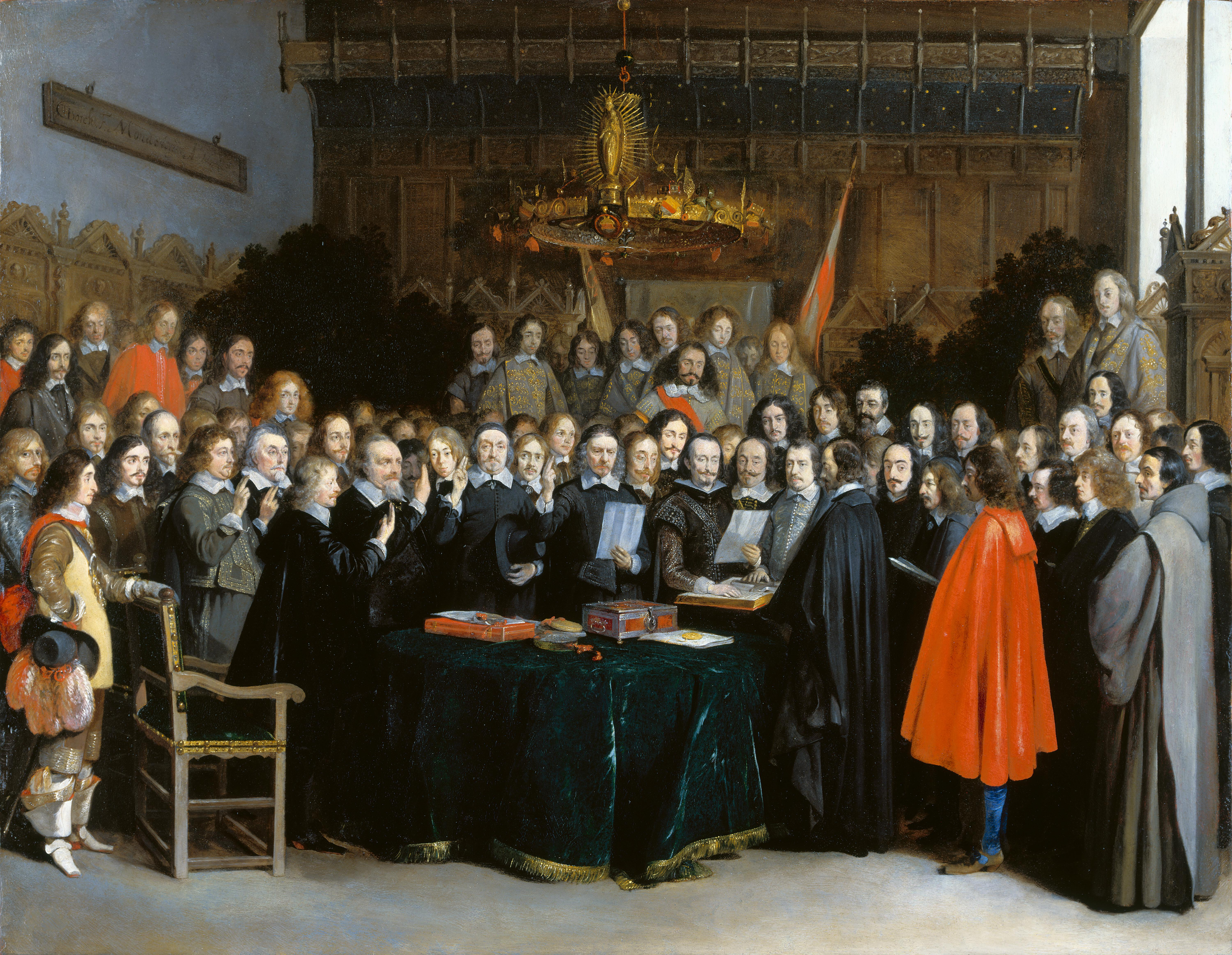
Lễ ký kết Hiệp ước Münster, 1648

Đình chiến là một thỏa thuận chính thức giữa các bên tham chiến nhằm ngưng cuộc chiến tranh. Nó không nhất thiết là cái kết của một cuộc chiến vì đây có thể chỉ đồng nghĩa với sự ngừng bắn trong lúc tiếp tục thương thảo để đi tới hòa bình lâu dài. Từ armistice trong tiếng Anh có nguồn gốc từ từ tiếng Latin arma, có nghĩa là "vũ khí", và -stitium, có nghĩa là "ngừng lại".
Hội đồng Bảo an Liên Hợp Quốc thường áp đặt hoặc cố gắng áp đặt các giải pháp ngừng bắn lên các bên trong những cuộc xung đột hiện đại. Các thỏa thuận đình chiến luôn được đàm phán giữa chính các bên tham chiến và do đó thường được coi là có tính ràng buộc hơn các giải pháp ngừng bắn không bắt buộc của LHQ trong luật quốc tế hiện đại.
Một thỏa thuận đình chiến là một modus vivendi và không giống như một hiệp ước hòa bình có thể mất vài tháng hoặc vài năm mới được chấp thuận. Thỏa thuận Đình chiến Triều Tiên năm 1953 là một ví dụ tiêu biểu về một sự đình chiến không được kế tiếp bởi một hiệp ước hòa bình. Đình chiến cũng khác so với ngừng bắn, dùng để chỉ sự ngừng tạm thời các hành động thù địch trong một thời gian hoặc khu vực giới hạn như đã thỏa thuận. Để đàm phán đình chiến có thể sẽ phải cần một lệnh ngừng bắn trước.

## Luật quốc tế về đình chiến
Theo luật quốc tế một thỏa thuận đình chiến là một thỏa thuận pháp lý (thường dưới dạng văn kiện) kết thúc chinh chiến giữa các "bên tham chiến" trong một cuộc chiến tranh hoặc xung đột. Tại Công ước La Hay 1899, trong đó có ba hiệp ước được thông qua và ba tuyên bố được đưa ra, Công ước về Luật và Thông lệ Chiến tranh trên đất liền nêu rằng "Nếu thời gian [đình chiến] không cố định", các bên có thể tiếp tục cuộc chiến (Điều 36) tùy theo lựa chọn của họ, nhưng phải có thông báo phù hợp. Điều này khác với một thỏa thuận đình chiến có "thời gian cố định", khi đó các bên chỉ có thể mở lại trận chiến vào lúc kết thúc thời gian đã định sẵn. Khi các bên tham chiến nói rằng: "sự đình chiến này kết thúc hoàn toàn cuộc chiến" mà không có bất cứ ngày kết thúc đình chiến nào, thì thời gian đình chiến sẽ là cố định theo hướng không cho phép chiến tranh trở lại vào bất cứ lúc nào. Ví dụ, Thỏa thuận Đình chiến Triều Tiên kêu gọi "ngừng bắn và đình chiến" và có "mục tiêu thiết lập một khoản đình chiến đảm bảo ngừng hoàn toàn các hoạt động thù địch và tất cả các hoạt động của lực lượng vũ trang ở Triều Tiên cho tới khi đạt được một thỏa thuận hòa bình cuối cùng".

## Ngày Đình chiến
Ngày Đình chiến (trùng với Ngày Tưởng niệm và Ngày cựu chiến binh) được kỷ niệm mỗi năm vào ngày 11 tháng 11, đánh dấu sự kiện ký Hiệp định đình chiến ngày 11 tháng 11 năm 1918 giữa khối Hiệp ước và Đế quốc Đức tại Compiègne, Pháp, nhằm ngừng bắn tại Mặt trận phía Tây trong Chiến tranh thế giới thứ nhất, có hiệu lực vào lúc 11 giờ sáng—"giờ thứ mười một của ngày mười một tháng mười một" năm 1918.
Hầu hết các nước đã đổi tên ngày này sau Chiến tranh thế giới thứ hai để tôn vinh những cựu chiến binh trong cuộc chiến và những cuộc xung đột kế sau. Hầu hết các nước Khối Thịnh vượng chung Anh chọn tên Ngày Tưởng niệm, trong khi Hoa Kỳ chọn Ngày cựu chiến binh.

## Những lần đình chiến trong lịch sử cận đại
- Thỏa thuận đình chiến Copenhagen năm 1537 kết thúc cuộc chiến tại Đan Mạch có tên là Chiến tranh Bá tước
- Hiệp ước đình chiến Stuhmsdorf năm 1635 giữa Thịnh vượng chung Ba Lan-Litva và Thụy Điển
- Hòa ước Westphalia năm 1648 kết thúc Chiến tranh Ba Mươi Năm và Chiến tranh Tám Mươi Năm

## Những lần đình chiến trong thế kỷ XX
- Chiến tranh thế giới thứ nhất

Sự kiện công bố thỏa thuận đình chiến ngày 11 tháng 11 năm 1918 là dịp ăn mừng lớn tại các nước phe Hiệp ước.

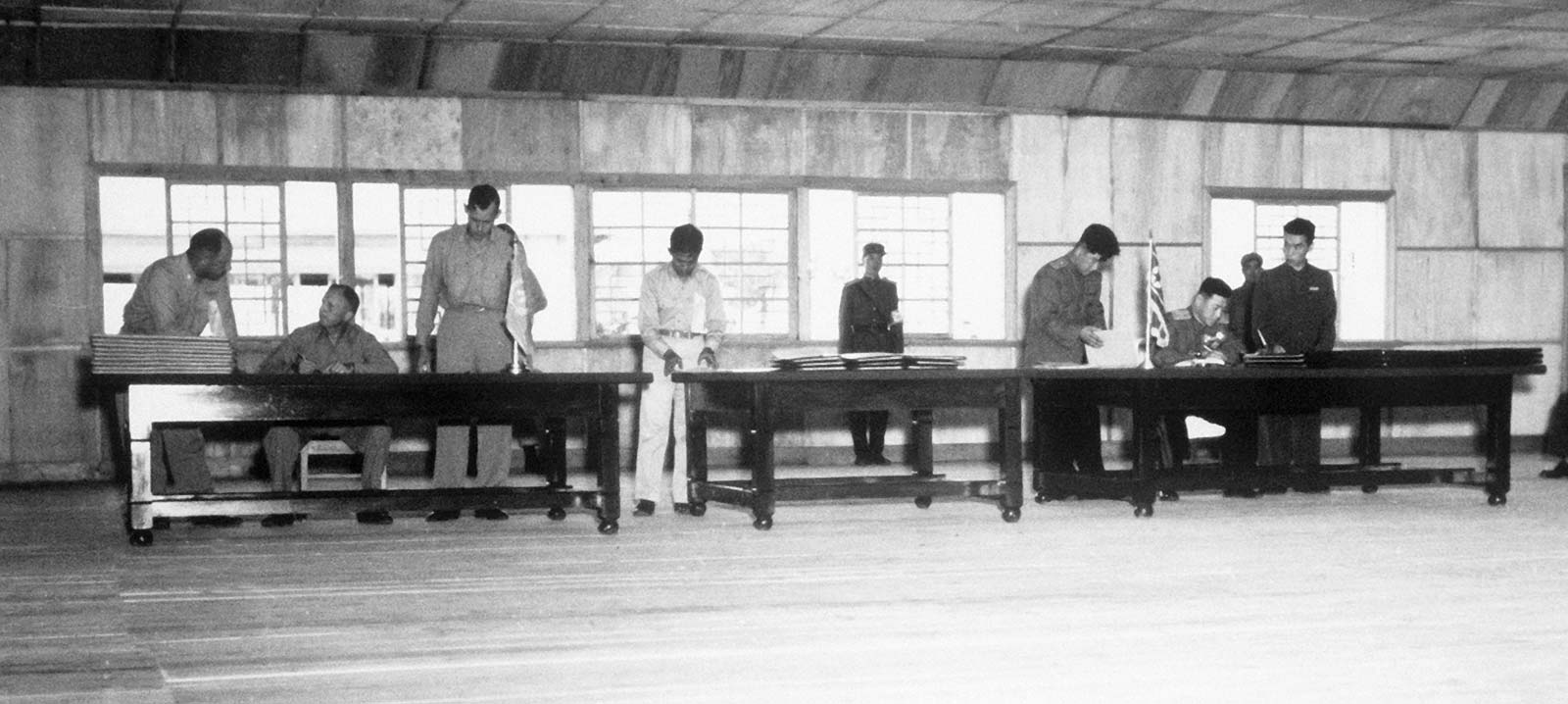
Các đại biểu ký Thỏa thuận Ngừng bắn Triều Tiên

  - Hiệp định đình chiến giữa Nga và Liên minh Trung tâm, tháng 12 năm 1917
  - Hiệp định đình chiến Salonica giữa Bulgaria và phe Hiệp ước, tháng 9 năm 1918
  - Hiệp định đình chiến Mudros giữa Đế quốc Ottoman và phe Hiệp ước, tháng 10 năm 1918
  - Hiệp định đình chiến Villa Giusti kết thúc chiến sự trên mặt trận Ý vào đầu tháng 11 năm 1918
  - Hiệp định đình chiến với Đức (Compiègne), kết thúc chiến sự tại mặt trận phía tây, ngày 11 tháng 11 năm 1918[4]
- Hiệp định đình chiến Mudanya giữa Thổ Nhĩ Kỳ, Ý, Pháp, Anh Quốc và sau đó là Hy Lạp, 1922
- Chiến tranh thế giới thứ hai
  - Hiệp định đình chiến với Pháp (Compiègne thứ hai), 1940
  - Hiệp định đình chiến Saint Jean d'Acre giữa lực lượng Anh tại Trung Đông và lực lượng chính phủ Vichy Pháp tại Syria, 1941
  - Hiệp định đình chiến với Ý, thỏa thuận ngừng chiến tranh chính thức của các bên tham chiến, phe Đồng Minh và Ý, được ký vào ngày 3 tháng 9 năm 1943 bởi Walter Bedell Smith và Giuseppe Castellano.
  - Thỏa ước Moskva, ký bởi Phần Lan và Liên Xô vào ngày 19 tháng 9 năm 1944 kết thúc cuộc Chiến tranh Tiếp diễn
- Thỏa thuận Đình chiến 1949 giữa Israel và các nước láng giềng Ai Cập, Jordan, Leban và Syria[5]
- Thỏa thuận Đình chiến Triều Tiên, tháng 7 năm 1953
- Hiệp định Genève ký bởi Pháp và lực lượng Việt Minh vào ngày 20 tháng 7 năm 1954 kết thúc Chiến tranh Đông Dương
- Hiệp định đình chiến tại Algérie, 1962, nhằm kết thúc Chiến tranh Algérie